# Кробани
Кробани (груз. კრობანი) — село в Грузии, на территории Карельского муниципалитета края (мхаре) Шида-Картли.

## География
Село находится в центральной части Грузии, к востоку от реки Дзамы, на расстоянии приблизительно 5 километров (по прямой) к юго-западу от города Карели, административного центра муниципалитета. Абсолютная высота — 920 метров над уровнем моря.

## Население
По результатам официальной переписи населения 2014 года в Кробани проживало 39 человек (18 мужчин и 21 женщина). В национальной структуре населения грузины составляли 87,2 %, осетины — 10,3 %, армяне — 2,5 %.
| Год  | Население, человек |
| ---- | ------------------ |
| 2002 | 29                 |
| 2014 | ↗ 39               |